# 대한민국 제20대 국회의원 선거
대한민국 제20대 국회의원 선거는 2016년 4월 13일 실시된 대한민국의 국회의원 선거이다. 지역구 253명과 비례대표 47명 등 전체 300명의 국회의원을 선출하였다. 선거 결과 더불어민주당 123석, 새누리당 122석, 국민의당 38석, 정의당 6석, 무소속 11석을 얻었다.
선거 투표시간은 오전 6시부터 오후 6시까지였고, 사전 투표 제도가 실시되었다. 그리고 2016년 대한민국 재보궐선거가 동시 실시되었다. 제20대 국회의원으로 선출된 당선자의 임기는 4년(2016. 5. 30.~2020. 5. 29)이다.

## 선거 개요
20대 국회의원 선거는 19대 대선을 앞둔 박근혜 정부의 마지막 평가전이자 박근혜 대통령의 탄핵 11개월 전에 치른 선거이다. 집권여당인 새누리당과 제1야당인 더불어민주당, 그리고 더불어민주당의 전신 새정치민주연합에서 분당한 안철수계 인사들, 호남계 중진 의원들, 비주류 인사들이 창당한 국민의당과 통합진보당에서 분당한 정의당까지 1여다야의 야권 분열 상황 속에서 선거가 치러지게 되었다. 그리고 이 와중에 새누리당, 더불어민주당도 공천 파동 등 내부 계파 갈등에 휩싸이며 이에 반발한 무소속 후보들이 일부 생긴 상태에서 선거를 맞이하게 된다.

### 선거권과 피선거권
선거일 기준으로 만 19세 이상인 대한민국 국민(1997년 4월 14일 출생자를 포함한다)은 공직선거법 제18조의 결격사유에 해당되는 경우를 제외하고는 전부 선거권이 있다.
선거일 기준으로 만 25세 이상인 대한민국 국민은 공직선거법 제19조의 결격사유에 해당되는 경우를 제외하고는 국회의원 선거에 출마할 수 있는 피선거권이 있다. 1991년생부터 입후보가 가능하다.

### 선거구
선출되는 국회의원 정수는 19대 총선과 같은 300명(지역구 253명, 비례대표 47명)으로, 19대 총선에 비해 지역구 국회의원 수는 7명이 늘고 비례대표 국회의원 수는 7명이 줄었다.
이는 2014년 10월 30일 대한민국 헌법재판소가 '국회의원 선거구의 인구 편차가 2:1을 초과하면 위헌이고 각 선거구의 인구는 선거구 인구 평균의 ±⅓배 이내여야 한다'고 판결하여 종전에 3:1이었던 지역구 인구 편차 기준을 강화했기 때문이다. 이 결정에 따라 20대 총선에 앞서 지역구가 대폭 조정되었다.
국회는 2015년 10월 말 주민등록 인구를 기준으로 국회의원 지역구의 인구 하한을 14만 명, 인구 상한을 28만명으로 정하여 19대 총선보다 서울 1, 인천 1, 대전 1, 경기 8, 충남 1석을 각각 늘리고, 강원 1, 전북 1, 전남 1, 경북 2석을 각각 줄이는 공직선거법 개정안을 2016년 3월 2일 통과시켰다.
- 선거구 변동사항

| 지역 | 19대 국회 지역구            | 20대 국회 지역구                   | 비교                          |
| ---- | --------------------------- | ---------------------------------- | ----------------------------- |
| 서울 | 강서구 갑/을                | 강서구 갑/을/병                    | 1석 증가                      |
| 서울 | 강남구 갑/을                | 강남구 갑/을/병                    | 1석 증가                      |
| 서울 | 중구                        | 중구·성동구 갑/을                  | 1석 감소                      |
| 서울 | 성동구 갑/을                | 중구·성동구 갑/을                  | 1석 감소                      |
| 부산 | 중구·동구                   | 중구·영도구                        | 선거구 통폐합 및 명칭변경     |
| 부산 | 영도구                      | 중구·영도구                        | 선거구 통폐합 및 명칭변경     |
| 부산 | 서구                        | 서구·동구                          | 선거구 통폐합 및 명칭변경     |
| 부산 | 해운대구·기장군 갑/을       | 해운대구 갑/을                     | 1석 증가                      |
| 부산 | 해운대구·기장군 갑/을       | 기장군                             | 1석 증가                      |
| 인천 | 중구·동구·옹진군            | 중구·동구·강화군·옹진군            | 관할구역 조정                 |
| 인천 | 서구·강화군 갑/을           | 서구 갑/을                         | 관할구역 조정                 |
| 인천 | 연수구                      | 연수구 갑/을                       | 1석 증가                      |
| 대전 | 유성구                      | 유성구 갑/을                       | 1석 증가                      |
| 광주 | 동구                        | 동구·남구 갑/을                    | 선거구 통폐합 및 명칭변경     |
| 광주 | 남구                        | 동구·남구 갑/을                    | 선거구 통폐합 및 명칭변경     |
| 경기 | 수원시 갑/을/병/정          | 수원시 갑/을/병/정/무              | 7석 증가                      |
| 경기 | 용인시 갑/을/병             | 용인시 갑/을/병/정                 | 7석 증가                      |
| 경기 | 남양주시 갑/을              | 남양주시 갑/을/병                  | 7석 증가                      |
| 경기 | 화성시 갑/을                | 화성시 갑/을/병                    | 7석 증가                      |
| 경기 | 군포시                      | 군포시 갑/을                       | 7석 증가                      |
| 경기 | 김포시                      | 김포시 갑/을                       | 7석 증가                      |
| 경기 | 광주시                      | 광주시 갑/을                       | 7석 증가                      |
| 경기 | 고양시 덕양구 갑/을         | 고양시 갑/을/병/정                 | 선거구 구역 조정 및 명칭 변경 |
| 경기 | 고양시 일산동구             | 고양시 갑/을/병/정                 | 선거구 구역 조정 및 명칭 변경 |
| 경기 | 고양시 일산서구             | 고양시 갑/을/병/정                 | 선거구 구역 조정 및 명칭 변경 |
| 경기 | 양주시·동두천시             | 양주시                             | 관할구역 조정 1석 증가        |
| 경기 | 양주시·동두천시             | 동두천시·연천군                    | 관할구역 조정 1석 증가        |
| 경기 | 포천시·연천군               | 포천시·가평군                      | 관할구역 조정 1석 증가        |
| 경기 | 여주시·양평군·가평군        | 여주시·양평군                      | 관할구역 조정 1석 증가        |
| 강원 | 홍천군·횡성군               | 홍천군·철원군·화천군·양구군·인제군 | 선거구 통폐합 1석 감소        |
| 강원 | 철원군·화천군·양구군·인제군 | 홍천군·철원군·화천군·양구군·인제군 | 선거구 통폐합 1석 감소        |
| 강원 | 영월군·평창군·태백시·정선군 | 태백시·횡성군·영월군·평창군·정선군 | 선거구 통폐합 1석 감소        |
| 충북 | 청주시 상당구               | 청주시 상당구/서원구/흥덕구/청원구 | 관할구역 조정                 |
| 충북 | 청주시 흥덕구 갑/을         | 청주시 상당구/서원구/흥덕구/청원구 | 관할구역 조정                 |
| 충북 | 청원군                      | 청주시 상당구/서원구/흥덕구/청원구 | 관할구역 조정                 |
| 충북 | 영동군·보은군·옥천군        | 영동군·보은군·옥천군·괴산군        | 관할구역 조정                 |
| 충북 | 증평군·음성군·괴산군·진천군 | 증평군·음성군·진천군               | 관할구역 조정                 |
| 충남 | 천안시 갑/을                | 천안시 갑/을/병                    | 1석 증가                      |
| 충남 | 아산시                      | 아산시 갑/을                       | 1석 증가                      |
| 충남 | 공주시                      | 공주시·청양군·부여군               | 선거구 통폐합 1석 감소        |
| 충남 | 청양군·부여군               | 공주시·청양군·부여군               | 선거구 통폐합 1석 감소        |
| 전북 | 전주시 덕진구               | 전주시 갑/을/병                    | 관할구역 조정                 |
| 전북 | 전주시 완산구 갑/을         | 전주시 갑/을/병                    | 관할구역 조정                 |
| 전북 | 정읍시                      | 정읍시·고창군                      | 선거구 통폐합 1석 감소        |
| 전북 | 고창군·부안군               | 김제시·부안군                      | 선거구 통폐합 1석 감소        |
| 전북 | 김제시·완주군               | 완주군·진안군·무주군·장수군        | 선거구 통폐합 1석 감소        |
| 전북 | 임실군·무주군·진안군·장수군 | 완주군·진안군·무주군·장수군        | 선거구 통폐합 1석 감소        |
| 전북 | 남원시·순창군               | 남원시·순창군·임실군               | 선거구 통폐합 1석 감소        |
| 전남 | 순천시·곡성군               | 순천시                             | 관할구역 조정                 |
| 전남 | 광양시·구례군               | 곡성군·광양시·구례군               | 관할구역 조정                 |
| 전남 | 고흥군·보성군               | 고흥군·보성군·장흥군·강진군        | 관할구역 조정 1석 감소        |
| 전남 | 장흥군·강진군·영암군        | 고흥군·보성군·장흥군·강진군        | 관할구역 조정 1석 감소        |
| 전남 | 무안군·신안군               | 영암군·무안군·신안군               | 관할구역 조정 1석 감소        |
| 경북 | 영주시                      | 영주시·문경시·예천군               | 선거구 재조정 2석 감소        |
| 경북 | 문경시·예천군               | 영주시·문경시·예천군               | 선거구 재조정 2석 감소        |
| 경북 | 영천시                      | 영천시·청도군                      | 선거구 재조정 2석 감소        |
| 경북 | 경산시·청도군               | 경산시                             | 선거구 재조정 2석 감소        |
| 경북 | 상주시                      | 상주시·군위군·의성군·청송군        | 선거구 재조정 2석 감소        |
| 경북 | 군위군·의성군·청송군        | 상주시·군위군·의성군·청송군        | 선거구 재조정 2석 감소        |
| 경남 | 양산시                      | 양산시 갑/을                       | 1석 증가                      |
| 경남 | 밀양시·창녕군               | 밀양시·창녕군·의령군·함안군        | 관할구역 조정 1석 감소        |
| 경남 | 의령군·함안군·합천군        | 산청군·함양군·거창군·합천군        | 관할구역 조정 1석 감소        |
| 경남 | 산청군·거창군·함양군        | 산청군·함양군·거창군·합천군        | 관할구역 조정 1석 감소        |

### 공식 선거운동
공식 선거운동 기간은 2016년 3월 31일 0시부터 4월 12일 24시까지이다. 후보자들은 공개된 장소에서 확성장치를 이용한 유세 연설, 문자메시지 등 여러 가지 방식으로 선거운동을 할 수 있다. 단, 휴대용 확성장치는 오전 6시부터 오후 11시까지로 제한하는 등 방법에 따라 시간의 제한이 있다. 후보자와 그 배우자(또는 후보자가 신고한 후보자의 직계존비속 중 1인), 선거사무장, 선거사무원, 회계책임자는 어깨에 띠를 두르거나, 기타 소품을 붙이거나 지니고 선거운동을 할 수 있다. 정당이름이나 후보자의 성명·사진, 또는 이를 유추할 수 있는 내용의 현수막이나 시설물, 인쇄물을 설치하거나 나누어주는 행위는 법에 따라 정당과 후보자에게만 허용된다.
공직선거법이나 다른 법률에서 제한하는 경우가 아니라면 유권자도 누구든지 자유롭게 선거운동을 할 수 있다. 일반인도 인터넷, 이메일, 문자메시지, 유선 전화를 이용한 선거운동은 가능하다. 그러나 후보자 및 배우자, 직계존·비속, 형제자매에 관련한 출생지·가족관계·신분·직업·경력·재산·행위·소속단체, 특정인·특정단체로부터의 지지여부 등에 대하여 허위사실을 공표하거나, 특정 지역·지역인 또는 성별을 공연히 비하·모욕하는 행위는 금지된다. 또한 선거 운동에 대한 대가를 요구하거나 받을 수 없다.

## 정당별 후보자 선출

### 새누리당
현역 의원 157명중 59명이 교체되면서 새누리당의 현역의원 교체율은 37.6%이다.

### 더불어민주당
현역 의원 110명중 32명이 교체되어 더불어민주당의 현역의원 교체율은 29.1%이다.

### 국민의당
현역 의원 21명중 5명이 교체되어 국민의당의 현역의원 교체율은 23.8%이다.

## 참여 정당
제20대 총선에는 다음과 같은 정당들이 후보로 등록하였다.
| 기호        | 정당                   | 비고 |
| ----------- | ---------------------- | --- |
| 1           | 새누리당               | 지역구 국회의원 5명 이상 또는 19대 총선 또는 6회 지선에서 정당 득표율 3% 이상을 얻은 정당은 고정기호로 배정된다.                                                                                                   |
| 2           | 더불어민주당           | 지역구 국회의원 5명 이상 또는 19대 총선 또는 6회 지선에서 정당 득표율 3% 이상을 얻은 정당은 고정기호로 배정된다.                                                                                                   |
| 3           | 국민의당               | 지역구 국회의원 5명 이상 또는 19대 총선 또는 6회 지선에서 정당 득표율 3% 이상을 얻은 정당은 고정기호로 배정된다.                                                                                                   |
| 4           | 정의당                 | 지역구 국회의원 5명 이상 또는 19대 총선 또는 6회 지선에서 정당 득표율 3% 이상을 얻은 정당은 고정기호로 배정된다.                                                                                                   |
| (5)         | 기독자유당             | 국회의원 1명을 보유하여 우선권이 있다. 기독자유당과 민주당 간의 기호는 추첨에 의해 배정되는데 동시에 입후보한 지역이 없으므로 두 정당 후보는 항상 5번을 받게 된다. 단, 후보를 내지 않는 경우 변동 기호로 채워진다. |
| (5)         | 민주당                 | 국회의원 1명을 보유하여 우선권이 있다. 기독자유당과 민주당 간의 기호는 추첨에 의해 배정되는데 동시에 입후보한 지역이 없으므로 두 정당 후보는 항상 5번을 받게 된다. 단, 후보를 내지 않는 경우 변동 기호로 채워진다. |
| 변 동 기 호 | 가자코리아             | 가나다 순서로 채워진다. 무소속은 정당 후순으로 배정되며, 복수의 무소속 후보는 추첨에 따라 배정된다. |
| 변 동 기 호 | 고용복지연금선진화연대 | 가나다 순서로 채워진다. 무소속은 정당 후순으로 배정되며, 복수의 무소속 후보는 추첨에 따라 배정된다. |
| 변 동 기 호 | 공화당                 | 가나다 순서로 채워진다. 무소속은 정당 후순으로 배정되며, 복수의 무소속 후보는 추첨에 따라 배정된다. |
| 변 동 기 호 | 노동당                 | 가나다 순서로 채워진다. 무소속은 정당 후순으로 배정되며, 복수의 무소속 후보는 추첨에 따라 배정된다. |
| 변 동 기 호 | 녹색당                 | 가나다 순서로 채워진다. 무소속은 정당 후순으로 배정되며, 복수의 무소속 후보는 추첨에 따라 배정된다. |
| 변 동 기 호 | 대한민국당             | 가나다 순서로 채워진다. 무소속은 정당 후순으로 배정되며, 복수의 무소속 후보는 추첨에 따라 배정된다. |
| 변 동 기 호 | 민중연합당             | 가나다 순서로 채워진다. 무소속은 정당 후순으로 배정되며, 복수의 무소속 후보는 추첨에 따라 배정된다. |
| 변 동 기 호 | 복지국가당             | 가나다 순서로 채워진다. 무소속은 정당 후순으로 배정되며, 복수의 무소속 후보는 추첨에 따라 배정된다. |
| 변 동 기 호 | 진리대한당             | 가나다 순서로 채워진다. 무소속은 정당 후순으로 배정되며, 복수의 무소속 후보는 추첨에 따라 배정된다. |
| 변 동 기 호 | 친반국민대통합         | 가나다 순서로 채워진다. 무소속은 정당 후순으로 배정되며, 복수의 무소속 후보는 추첨에 따라 배정된다. |
| 변 동 기 호 | 친반통일당             | 가나다 순서로 채워진다. 무소속은 정당 후순으로 배정되며, 복수의 무소속 후보는 추첨에 따라 배정된다. |
| 변 동 기 호 | 친반평화통일당         | 가나다 순서로 채워진다. 무소속은 정당 후순으로 배정되며, 복수의 무소속 후보는 추첨에 따라 배정된다. |
| 변 동 기 호 | 통일한국당             | 가나다 순서로 채워진다. 무소속은 정당 후순으로 배정되며, 복수의 무소속 후보는 추첨에 따라 배정된다. |
| 변 동 기 호 | 한국국민당             | 가나다 순서로 채워진다. 무소속은 정당 후순으로 배정되며, 복수의 무소속 후보는 추첨에 따라 배정된다. |
| 변 동 기 호 | 한나라당               | 가나다 순서로 채워진다. 무소속은 정당 후순으로 배정되며, 복수의 무소속 후보는 추첨에 따라 배정된다. |

| 기호 | 정당                   |
| 1    | 새누리당               |
| 2    | 더불어민주당           |
| 3    | 국민의당               |
| 4    | 정의당                 |
| 5    | 기독자유당             |
| 6    | 민주당                 |
| 7    | 가자코리아             |
| 8    | 일제·위안부·인권정당   |
| 9    | 개혁국민신당           |
| 10   | 고용복지연금선진화연대 |
| 11   | 공화당                 |
| 12   | 그린불교연합당         |
| 13   | 기독민주당             |
| 14   | 노동당                 |
| 15   | 녹색당                 |
| 16   | 민중연합당             |
| 17   | 복지국가당             |
| 18   | 친반통일당             |
| 19   | 통일한국당             |
| 20   | 한국국민당             |
| 21   | 한나라당               |
| ---- | ---------------------- |

## 정당별 주요 공약

### 경제
정부 채무가 급격히 상승하고 있는 가운데, 새누리당은 친기업적인 정책을 위해 경제 개혁을 원하는 한편 더불어민주당과 정의당은 높은 청년 실업율과 저조한 경제성장율 이유로 정부의 경제 정책을 비판하고 있다. 박근혜 대통령과 새누리당은 사용자에게 맞추어 노동자계약의 유연성을 높이는 노동개혁을 추진하고 있으나, 노조는 이에 노동기본권리를 무력화 하려는 시도라고 강력히 반발하고 있다. 더불어민주당은 정부여당의 경제정책 실패성을 부각하며, 경제민주화를 통해 재벌을 규제하고 중소상인을 활성화하자는 캠페인을 진행하고 있다. 또한 더불어민주당은 국민연금과 최저임금의 인상, 청년일자리 확대를 공약으로 삼았다. 하지만 더불어민주당의 정책공약에 의해 노동시장에 부정적인 역향을 끼칠거라는 비판도 존재한다. 정의당의 심상정 대표는 새누리당과 더불어민주당, 국민의당 모두 새로운 경제활성화 방안을 가져오는데 실패했다고 비판했다.

### 안보
새누리당은 조선민주주의인민공화국에 대한 강경한 제재 입장을 고수해야 한다고 주장하면서 더불어민주당의 과거 햇볕정책이나 개성공단 가동을 비판했다. 개성공단은 대한민국 정부의 결정에 따라 2016년 2월에 철수되었다. 더불어민주당은 이와 반대로 경제적인 이유에서라도 개성공단을 재개장해야 한다는 입장이다. 국민의당은 기본적으론 햇볕정책을 지지한다는 입장이나 안보보단 다른 정책 분야에 좀 더 집중하는 모양새를 보였다.

### 사회
새누리당의 김무성 대표는 용인에서의 연설에서 동성애가 '인륜에 반하는 것'으로, 성소수자의 인권을 지지하는 후보들을 낙선시켜야 한다고 발언하였다. 그는 또한 군형법에서 계간죄를 폐지하는 개정안을 지지하고 있는 더불어민주당의 남인순 후보가 극단적인 '동성애 옹호자'라고 주장했다. 기독자유당 또한 동성애 혐오 발언을 반복하였으며, 대한민국을 '동성애와 무슬림으로부터 지켜야 한다.'는 선거구호를 사용하였다. 정의당은 성소수자 인권 과제 해결에 찬성 입장을 보였다.

## 선거 전의 여론 조사

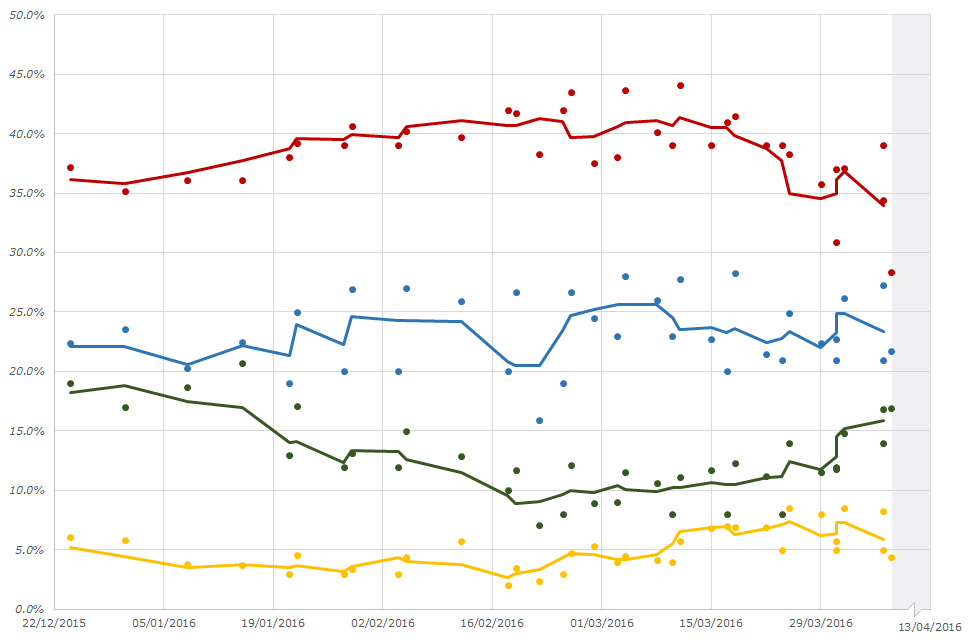
대한민국 제20대 국회의원 선거 여론조사 그래프
새누리당
더불어민주당
국민의당
정의당

총선 이전 여론조사에서는 새누리당이 1위를 달렸고, 제1야당이 더불어민주당과 국민의당으로 분열해 새누리당의 총선 승리를 점치는 분석이 우세했다. 여론조사 공표기간 이후 언론의 판세 분석에 따르면, 새누리당은 130~150석, 더불어민주당은 80~120석, 국민의당은 20~40석, 정의당은 10석 이내의 의석을 확보할 것으로 예상됐다.
새누리당은 한때 180석까지 내다보기도 했으나, 현실적으로 청와대에서는 새누리당이 140석 초반 정도를 얻을 것으로 전망했다.
| 기관           | 날짜            |        | 새누리당 |        | 더불어민주당 |        | 국민의당 |       | 정의당 |        | 기타·무응답 |
| 한국리서치     | 2016년 2월 25일 | 31.3 % | 31.3 %   | 10.6 % | 10.6 %       | 4.9 %  | 4.9 %    | 1.4 % | 1.4 %  | 51.8 % | 51.8 %      |
| 리얼미터       | 2016년 2월 25일 | 42.0 % | 42.0 %   | 26.4 % | 26.4 %       | 12.0 % | 12.0 %   | 5.9 % | 5.9 %  | 13.7 % | 13.7 %      |
| 한국갤럽       | 2016년 2월 26일 | 42.0 % | 42.0 %   | 19.0 % | 19.0 %       | 8.0 %  | 8.0 %    | 3.0 % | 3.0 %  | 28.0 % | 28.0 %      |
| 리얼미터       | 2016년 2월 29일 | 43.5 % | 43.5 %   | 26.7 % | 26.7 %       | 12.1 % | 12.1 %   | 4.7 % | 4.7 %  | 13.0 % | 13.0 %      |
| 알앤써치       | 2016년 3월 2일  | 37.5 % | 37.5 %   | 24.5 % | 24.5 %       | 8.9 %  | 8.9 %    | 5.3 % | 5.3 %  | 23.8 % | 23.8 %      |
| 리얼미터       | 2016년 3월 3일  | 45.0 % | 45.0 %   | 28.1 % | 28.1 %       | 11.0 % | 11.0 %   | 4.4 % | 4.4 %  | 11.5 % | 11.5 %      |
| 한국갤럽       | 2016년 3월 4일  | 38.0 % | 38.0 %   | 23.0 % | 23.0 %       | 9.0 %  | 9.0 %    | 4.0 % | 4.0 %  | 26.0 % | 26.0 %      |
| 미디어리서치   | 2016년 3월 5일  | 33.3 % | 33.3 %   | 22.2 % | 22.2 %       | 5.7 %  | 5.7 %    | 1.8 % | 1.8 %  | 37.0 % | 37.0 %      |
| 조원씨앤아이   | 2016년 3월 7일  | 44.5 % | 44.5 %   | 24.1 % | 24.1 %       | 13.3 % | 13.3 %   | 4.7 % | 4.7 %  | 13.4 % | 13.4 %      |
| 리얼미터       | 2016년 3월 7일  | 43.7 % | 43.7 %   | 28.0 % | 28.0 %       | 11.5 % | 11.5 %   | 4.5 % | 4.5 %  | 12.3 % | 12.3 %      |
| 알앤써치       | 2016년 3월 9일  | 40.1 % | 40.1 %   | 26.0 % | 26.0 %       | 10.6 % | 10.6 %   | 4.1 % | 4.1 %  | 19.3 % | 19.3 %      |
| 리얼미터       | 2016년 3월 10일 | 45.0 % | 45.0 %   | 29.1 % | 29.1 %       | 10.8 % | 10.8 %   | 4.4 % | 4.4 %  | 10.7 % | 10.7 %      |
| 한국갤럽       | 2016년 3월 11일 | 39.0 % | 39.0 %   | 23.0 % | 23.0 %       | 8.0 %  | 8.0 %    | 4.0 % | 4.0 %  | 26.0 % | 26.0 %      |
| 리얼미터       | 2016년 3월 14일 | 44.1 % | 44.1 %   | 27.8 % | 27.8 %       | 11.1 % | 11.1 %   | 5.7 % | 5.7 %  | 11.3 % | 11.3 %      |
| 리얼미터       | 2016년 3월 17일 | 40.7 % | 40.7 %   | 29.3 % | 29.3 %       | 12.2 % | 12.2 %   | 7.8 % | 7.8 %  | 10.0 % | 10.0 %      |
| 한국갤럽       | 2016년 3월 18일 | 41.0 % | 41.0 %   | 20.0 % | 20.0 %       | 8.0 %  | 8.0 %    | 7.0 % | 7.0 %  | 24.0 % | 24.0 %      |
| 리얼미터       | 2016년 3월 21일 | 41.5 % | 41.5 %   | 28.3 % | 28.3 %       | 12.3 % | 12.3 %   | 6.9 % | 6.9 %  | 11.0 % | 11.0 %      |
| 리얼미터       | 2016년 3월 24일 | 39.6 % | 39.6 %   | 25.7 % | 25.7 %       | 14.0 % | 14.0 %   | 7.7 % | 7.7 %  | 13.0 % | 13.0 %      |
| 한국갤럽       | 2016년 3월 25일 | 39.0 % | 39.0 %   | 21.0 % | 21.0 %       | 8.0 %  | 8.0 %    | 5.0 % | 5.0 %  | 27.0 % | 27.0 %      |
| 리얼미터       | 2016년 3월 28일 | 38.3 % | 38.3 %   | 24.9 % | 24.9 %       | 14.0 % | 14.0 %   | 8.5 % | 8.5 %  | 14.3 % | 14.3 %      |
| TNS            | 2016년 3월 29일 | 33.0 % | 33.0 %   | 28.5 % | 28.5 %       | 9.6 %  | 9.6 %    | 5.2 % | 5.2 %  | 23.7 % | 23.7 %      |
| 알앤써치       | 2016년 3월 30일 | 35.8 % | 35.8 %   | 22.4 % | 22.4 %       | 11.5 % | 11.5 %   | 8.0 % | 8.0 %  | 22.3 % | 22.3 %      |
| 리얼미터       | 2016년 3월 31일 | 37.7 % | 37.7 %   | 25.2 % | 25.2 %       | 14.8 % | 14.8 %   | 8.9 % | 8.9 %  | 13.4 % | 13.4 %      |
| 리서치앤리서치 | 2016년 4월 1일  | 33.3 % | 33.3 %   | 24.9 % | 24.9 %       | 10.9 % | 10.9 %   | 5.1 % | 5.1 %  | 25.8 % | 25.8 %      |
| 한국리서치     | 2016년 4월 1일  | 30.9 % | 30.9 %   | 22.7 % | 22.7 %       | 11.8 % | 11.8 %   | 5.7 % | 5.7 %  | 29.0 % | 29.0 %      |
| 한국갤럽       | 2016년 4월 1일  | 37.0 % | 37.0 %   | 21.0 % | 21.0 %       | 12.0 % | 12.0 %   | 5.0 % | 5.0 %  | 25.0 % | 25.0 %      |
| 리얼미터       | 2016년 4월 4일  | 37.1 % | 37.1 %   | 26.2 % | 26.2 %       | 14.8 % | 14.8 %   | 8.5 % | 8.5 %  | 13.4 % | 13.4 %      |
| 리얼미터       | 2016년 4월 7일  | 34.4 % | 34.4 %   | 27.3 % | 27.3 %       | 16.8 % | 16.8 %   | 8.3 % | 13.2 % | 13.2 % |             |
| 한국리서치     | 2016년 4월 8일  | 28.4 % | 28.4 %   | 21.7 % | 21.7 %       | 16.9 % | 16.9 %   | 4.4 % | 4.4 %  | 28.6 % | 28.6 %      |
| 한국갤럽       | 2016년 4월 8일  | 39.0 % | 39.0 %   | 21.0 % | 21.0 %       | 14.0 % | 14.0 %   | 5.0 % | 5.0 %  | 21.0 % | 21.0 %      |
| 20대 총선      | 2016년 4월 13일 | 33.5 % | 33.5 %   | 25.5 % | 25.5 %       | 26.7 % | 26.7 %   | 7.2 % | 7.2 %  | 7 %    | 7 %         |

## 출구조사
KBS, MBC, SBS 지상파 3사의 공동 출구조사 결과 새누리당은 118~147석, 더불어민주당은 97~128석, 국민의당은 31~43석, 정의당은 4~7석, 무소속은 8~20석을 차지할 것으로 보며, 새누리당과 더불어민주당이 접전 중인 가운데 새누리당이 근소하게 우세할 것으로 예상하였다.
| 방송사 | 새누리당  | 더불어민주당 | 국민의당 | 정의당 | 무소속  |
| ------ | --------- | ------------ | -------- | ------ | ------- |
| KBS    | 121~143석 | 101~123석    | 34~41석  | 5~6석  | 10~14석 |
| MBC    | 118~136석 | 107~128석    | 32~42석  | 4~7석  | 9~16석  |
| SBS    | 123~147석 | 97~120석     | 31~43석  | 4~7석  | 8~20석  |

## 선거 결과
총선 이후 언론은 일제히 이번 선거를 여권의 참패와 야권의 승리로 분석했다. 새누리당은 원내 과반수를 노렸으나 122석을 확보하는데 그쳐, 제2당으로 주저앉았다. 새누리당의 전통적 지지 지역인 서울 강남3구에서도 8석 중 3석을 빼앗겼고, 경기 성남 분당구 2군데도 모두 더민주에게 패배했다.특히 최악이었던 것은, 서울에서 12석을 차지했는데 그쳤다는 것이다. 이는 1988년 13대 총선에서 민주정의당이 획득한 10석보다 적은 의석 비율로 집권여당 사상 최악의 대참패였다. 반면 새누리당의 무덤으로 불리는 호남에서 전남 순천과 전북 전주을에서 각각 이정현 후보와 정운천 후보 등 2명의 당선자를 냈다는 점은 대패한 새누리당에게 그나마 위안거리였다.
더불어민주당은 수도권에서 서울 49석 중 35석, 경기 60석 중 40석, 인천 13석 중 7석을 석권해 123석으로 새누리당을 제치고 제1당으로 올라섰다. 새누리당의 강세지역인 서울 용산,강남,분당, 강원에서 각각 의원을 배출하고 전통적 강세지역인 대구, 경남, 부산에서 총 9명의 당선자를 냈다. 반면 전통적 강세 지역이었던 호남권에서 28석 중 3석을 제외한 25석을 국민의당과 새누리당에게 빼앗겼다는 점은 더불어민주당이 앞으로 해결해야 할 숙제로 남겨졌다.
국민의당은 비례대표 결과에서 26.7%를 기록해 더민주를 제치고 2위를 기록했다. 치열한 접전이 예상됐던 호남권 대부분 선거구에서 더민주 후보를 눌렀고, 서울에서도 2석 (노원 병,관악 갑)을 확보했다. 하지만 기대하고 있던 수도권에서 부진했다. 특히 당의 수도권 내 중진의원들이었던 문병호 의원(인천 부평갑)과 김영환 의원(경기 안산 상록을)의 낙선은 국민의당이 더불어민주당을 확실히 제압했다고 보기 어려웠음을 여실히 보여주는 증거라고 볼 수 있다.
정의당은 당초 10석 이상을 목표로 설정했으나, 당의 대표 선수라고 할 수 있는 간판 노회찬 의원, 심상정 의원이 각각 당선된 지역구 2석(경남 창원 성산,경기 고양 갑)과 비례대표 4석 당선에 그쳤다.
한편으로 60석이 걸린 경기도에서 더민주가 40석을 차지하여 압승한 반면 새누리는 19석을 차지하는데 그쳤고 정의당은 고양시 갑에서만 당선했다. 특히 5석이 걸려 최대 승부처라 할 수 있는 수원시에서 더민주가 5석 모두를 석권하는 기염을 토했다. 그리고 새누리는 경기도 외곽 지역 포천가평, 동두천연천, 여주양평, 안성, 평택 갑/을, 이천, 하남에서 전통적 강세 지역에서 승리했지만 믿고 있던 광주 갑/을도 더민주당에게 헌납하고 만다.
지역구 253석 가운데 비중이 상당히 높은 수도권에서 새누리당은 35석을 차지하며 2004년 탄핵 정국 이후 최악의 성적을 기록한다. 반면 더민주는 82석을 차지하였다. 한편 정의당도 1석을 얻고, 국민의당도 2석이나마 차지하여 수도권 지역의 교두보를 마련했다.
전체 지역구 당선인 253명 중 여성 당선자가 26명으로 10.27%를 차지했다. 이는 19대 총선의 7.72%보다 2.55% 증가한 수치로 역대 선거 중 가장 높다. 비례대표 당선자까지 합칠 경우 여성 당선자는 총 300명 중 51명으로 17%에 달한다. 19대 국회의 경우 14.7%였다. 여성 당선자의 비중이 가장 높은 정당은 정의당으로 6명 중 3명이 여성으로 50%에 해당한다. 새누리당은 12.3%, 더불어민주당은 19.5%, 국민의당은 23.7%이다.
초선 의원 비율은 44%인 132명으로, 16대 국회 40.7% 이후 가장 낮은 국회 물갈이 비율을 보였다.
최다선 당선자는 8선의 새누리당 서청원, 최고령 당선자는 더불어민주당 김종인(75세), 최연소 당선자는 국민의당 김수민 당선자다. (지역구 의원의 경우 최고령은 새누리당 서청원, 최연소는 더불어민주당 김해영 당선자)
기독자유당이 득표율 2.5%로 국회 진출 턱밑까지 갔다. 덕분에 기독자유당은 원내 4당(새누리당, 더민주당, 국민의당, 정의당)외에 정부 보조금을 받는 유일한 정당이 되었다. 기독자유당은 이슬람교 차별법, 핵무기 한반도 배치등 극우적인 공약을 내세웠다.

### 투표율
제20대 총선의 전국 평균투표율은 58.0 %로 집계되었다. 총 선거인수 42,100,398명 중 24,432,533명이 투표권을 행사하였다.
|        | 7시   | 8시   | 9시   | 10시   | 11시   | 12시   | 13시   | 14시   | 15시   | 16시   | 17시   | 18시   |
| ------ | ----- | ----- | ----- | ------ | ------ | ------ | ------ | ------ | ------ | ------ | ------ | ------ |
| 제20대 | 1.8 % | 4.1 % | 7.1 % | 11.2 % | 16.1 % | 21.0 % | 37.9 % | 42.3 % | 46.5 % | 50.2 % | 53.5 % | 58.0 % |
| 제19대 | 2.3 % | 빈칸  | 8.9 % | 빈칸   | 19.6 % | 25.4 % | 32.4 % | 37.2 % | 41.9 % | 45.8 % | 49.3 % | 54.2 % |

|        | 서울   | 부산   | 대구   | 인천   | 광주   | 대전   | 울산   | 세종   | 경기   | 강원   | 충북   | 충남   | 전북   | 전남   | 경북   | 경남   | 제주   |
| ------ | ------ | ------ | ------ | ------ | ------ | ------ | ------ | ------ | ------ | ------ | ------ | ------ | ------ | ------ | ------ | ------ | ------ |
| 제20대 | 59.8 % | 55.4 % | 54.8 % | 55.6 % | 61.6 % | 58.6 % | 59.2 % | 63.5 % | 57.5 % | 57.7 % | 57.3 % | 55.5 % | 62.9 % | 63.7 % | 56.7 % | 57.0 % | 57.4 % |
| 제19대 | 55.5 % | 54.6 % | 52.3 % | 51.4 % | 52.7 % | 54.2 % | 55.7 % | 59.2 % | 52.6 % | 55.7 % | 54.6 % | 52.4 % | 53.6 % | 56.7 % | 56.0 % | 57.2 % | 54.7 % |

### 정당별 의석수
|        |              |          |        |          |  |
| 6      | 123          | 38       | 11     | 122      |  |
| 정의당 | 더불어민주당 | 국민의당 | 무소속 | 새누리당 |  |

정당별 의석 비율
정당별 비례대표 득표율
| 정당         | 지역구 | 비례대표 | 합계 |
| ------------ | ------ | -------- | ---- |
| 더불어민주당 | 110    | 13       | 123  |
| 새누리당     | 105    | 17       | 122  |
| 국민의당     | 25     | 13       | 38   |
| 정의당       | 2      | 4        | 6    |
| 무소속       | 11     | 빈칸     | 11   |
| 합계         | 253    | 47       | 300  |

### 시도별 의석수
| 지역 | 새누리 | 더민주 | 국민 | 정의 | 무소속 | 합계 |
| ---- | ------ | ------ | ---- | ---- | ------ | ---- |
| 서울 | 12     | 35     | 2    |      |        | 49   |
| 인천 | 4      | 7      |      |      | 2      | 13   |
| 경기 | 19     | 40     |      | 1    |        | 60   |
| 강원 | 6      | 1      |      |      | 1      | 8    |
| 대전 | 3      | 4      |      |      |        | 7    |
| 세종 |        |        |      |      | 1      | 1    |
| 충남 | 6      | 5      |      |      |        | 11   |
| 충북 | 5      | 3      |      |      |        | 8    |
| 광주 |        |        | 8    |      |        | 8    |
| 전남 | 1      | 1      | 8    |      |        | 10   |
| 전북 | 1      | 2      | 7    |      |        | 10   |
| 부산 | 12     | 5      |      |      | 1      | 18   |
| 울산 | 3      |        |      |      | 3      | 6    |
| 경남 | 12     | 3      |      | 1    |        | 16   |
| 대구 | 8      | 1      |      |      | 3      | 12   |
| 경북 | 13     |        |      |      |        | 13   |
| 제주 |        | 3      |      |      |        | 3    |
| 전국 | 105    | 110    | 25   | 2    | 11     | 253  |

### 지역구 득표 결과
| 기호        | 정당                   | 득표수     | 득표율 | 당선인 | 비고 |
| ----------- | ---------------------- | ---------- | ------ | ------ | ---- |
| 1           | 새누리당               | 9,200,690  | 38.3%  | 105    |      |
| 2           | 더불어민주당           | 8,881,369  | 37.0%  | 110    |      |
| 3           | 국민의당               | 3,565,451  | 14.9%  | 25     |      |
| 4           | 정의당                 | 395,357    | 1.6%   | 2      |      |
| (5)         | 기독자유당             | 1,376      | 0.01%  |        |      |
| (5)         | 민주당                 | 17,034     | 0.1%   |        |      |
| 변 동 기 호 | 가자코리아             | 253        | 0.001% |        |      |
| 변 동 기 호 | 고용복지연금선진화연대 | 2,149      | 0.01%  |        |      |
| 변 동 기 호 | 공화당                 | 3,268      | 0.01%  |        |      |
| 변 동 기 호 | 노동당                 | 46,949     | 0.2%   |        |      |
| 변 동 기 호 | 녹색당                 | 31,491     | 0.1%   |        |      |
| 변 동 기 호 | 대한민국당             | 264        | 0.001% |        |      |
| 변 동 기 호 | 민중연합당             | 154,402    | 0.6%   |        |      |
| 변 동 기 호 | 복지국가당             | 1,295      | 0.005% |        |      |
| 변 동 기 호 | 진리대한당             | 3,251      | 0.01%  |        |      |
| 변 동 기 호 | 친반국민대통합         | 492        | 0.002% |        |      |
| 변 동 기 호 | 친반통일당             | 9,394      | 0.04%  |        |      |
| 변 동 기 호 | 친반평화통일당         | 519        | 0.002% |        |      |
| 변 동 기 호 | 통일한국당             | 846        | 0.004% |        |      |
| 변 동 기 호 | 한국국민당             | 1,074      | 0.004% |        |      |
| 변 동 기 호 | 한나라당               | 2,232      | 0.01%  |        |      |
| 변 동 기 호 | 무소속                 | 1,683,264  | 7.0%   | 11     |      |
| 총합        | 총합                   | 24,002,420 |        | 253    |      |

### 비례대표 득표 결과
|  | 33.50% |

|  | 26.74% |

|  | 25.54% |

|  | 7.23% |

|  | 2.63% |

|  | 0.88% |

|  | 0.76% |

|  | 0.61% |

|  | 0.54% |

|  | 0.38% |

|  | 0.36% |

|  | 0.13% |

|  | 0.11% |

|  | 0.10% |

|  | 0.08% |

|  | 0.06% |

|  | 0.06% |

|  | 0.05% |

|  | 0.05% |

|  | 0.05% |

|  | 0.04% |

지역별 비례대표 새누리당
지역별 비례대표 국민의당
지역별 비례대표 더불어민주당
지역별 비례대표 정의당

#### 지역별 비례대표 득표
| 지역 | 새누리당           | 더불어민주당       | 국민의당           | 정의당            | 기독자유당      | 민주당          | 녹색당          | 민중연합당      | 기타            | 합계       |
| ---- | ------------------ | ------------------ | ------------------ | ----------------- | --------------- | --------------- | --------------- | --------------- | --------------- | ---------- |
| 서울 | 1,522,417          | 1,280,881          | 1,424,383          | 420,292           | 120,013         | 27,186          | 56,005          | 18,129          |                 | 4,938,961  |
| 인천 | 430,683            | 327,690            | 346,300            | 96,538            | 40,033          | 9,067           | 7,657           | 5,217           |                 | 1,288,381  |
| 경기 | 1,821,246          | 1,513,849          | 1,521,240          | 439,071           | 146,802         | 34,381          | 44,143          | 29,976          |                 | 5,640,515  |
| 강원 | 307,007            | 169,288            | 136,559            | 40,457            | 20,271          | 7,225           | 4,264           | 3,014           |                 | 707,357    |
| 대전 | 215,645            | 196,382            | 189,062            | 52,781            | 20,460          | 4,130           | 3,593           | 2,501           |                 | 696,461    |
| 세종 | 29,755             | 29,591             | 27,619             | 9,201             | 2,305           | 1,798           | 701             | 959             |                 | 103,907    |
| 충남 | 331,976            | 243,245            | 202,457            | 50,426            | 27,929          | 8,612           | 5,936           | 4,935           |                 | 899,034    |
| 충북 | 274,497            | 196,055            | 152,411            | 40,147            | 16,863          | 6,515           | 3,714           | 3,154           |                 | 710,989    |
| 광주 | 20,124             | 200,628            | 374,308            | 51,390            | 13,321          | 10,646          | 3,808           | 18,725          |                 | 701,625    |
| 전남 | 54,369             | 289,799            | 458,772            | 55,952            | 28,626          | 22,872          | 4,507           | 24,130          |                 | 961,132    |
| 전북 | 69,868             | 298,537            | 395,984            | 75,361            | 29,123          | 20,561          | 5,550           | 8,499           |                 | 925,272    |
| 부산 | 654,214            | 422,916            | 322,693            | 95,622            | 36,577          | 9,803           | 10,214          | 4,629           |                 | 1,587,039  |
| 울산 | 197,388            | 122,468            | 113,350            | 46,907            | 13,345          | 11,128          | 3,082           | 3,003           |                 | 537,878    |
| 경남 | 658,361            | 364,354            | 260,999            | 97,646            | 35,232          | 13,844          | 10,506          | 7,606           |                 | 1,496,216  |
| 대구 | 571,775            | 175,726            | 187,765            | 65,502            | 27,850          | 8,266           | 8,990           | 3,221           |                 | 1,077,492  |
| 경북 | 703,928            | 156,227            | 179,477            | 63,081            | 44,001          | 11,217          | 6,752           | 6,806           |                 | 1,211,317  |
| 제주 | 97,019             | 82,108             | 62,193             | 19,517            | 4,102           | 2,621           | 2,879           | 1,120           |                 | 277,401    |
| 전국 | 7,960,272 (33.50%) | 6,069,744 (25.54%) | 6,355,572 (26.74%) | 1,719,891 (7.23%) | 626,853 (2.63%) | 209,872 (0.88%) | 182,301 (0.76%) | 145,624 (0.61%) | 490,848 (2.11%) | 23,760,977 |

새누리당은 1위를 기록했지만, 19대 총선과 비교하여 수도권과 충청북도, 울산에서 지지율이 하락하였으며, 국민의당은 19대 총선의 민주통합당의 선호지역을 거의 그대로 계승하였으며 특히 수도권과 대구, 경상북도에선 더불어민주당을 제쳐 2위를 기록했다. 더불어민주당은 수도권과 경상남도, 대구, 부산에서 소폭 상승하였으나 호남에서는 국민의당에 크게 밀려 2위를 기록했다. 정의당은 통합진보당과 비교해 전반적으로 지지율이 하락하였다. 특히 전라남도와 광주광역시, 경상남도에서의 비례대표 득표율 하락폭이 컸으나, 세종시와 대전, 서울에서 의미있는 지지율을 얻었다.

## 당선자

### 지역구
더불어민주당 
 새누리당 
 국민의당 
 정의당 
 무소속 

| 시·도          | 선거구 / 당선자         | 선거구 / 당선자                    | 선거구 / 당선자             | 선거구 / 당선자                    |  |  |
| 서울특별시     | 종로구                  | 중구·성동구 갑                     | 중구·성동구 을              | 용산구                             |  |  |
| -------------- | ----------------------- | ---------------------------------- | --------------------------- | ---------------------------------- |  |  |
| 서울특별시     | 정세균                  | 홍익표                             | 지상욱                      | 진영                               |  |  |
| 서울특별시     |                         |                                    |                             |                                    |  |  |
| 서울특별시     | 광진구 갑               | 광진구 을                          | 동대문구 갑                 | 동대문구 을                        |  |  |
| 서울특별시     | 전혜숙                  | 추미애                             | 안규백                      | 민병두                             |  |  |
| 서울특별시     |                         |                                    |                             |                                    |  |  |
| 서울특별시     | 중랑구 갑               | 중랑구 을                          | 성북구 갑                   | 성북구 을                          |  |  |
| 서울특별시     | 서영교                  | 박홍근                             | 유승희                      | 기동민                             |  |  |
| 서울특별시     |                         |                                    |                             |                                    |  |  |
| 서울특별시     | 강북구 갑               | 강북구 을                          | 도봉구 갑                   | 도봉구 을                          |  |  |
| 서울특별시     | 정양석                  | 박용진                             | 인재근                      | 김선동                             |  |  |
| 서울특별시     |                         |                                    |                             |                                    |  |  |
| 서울특별시     | 노원구 갑               | 노원구 을                          | 노원구 병                   | 은평구 갑                          |  |  |
| 서울특별시     | 고용진                  | 우원식                             | 안철수                      | 박주민                             |  |  |
| 서울특별시     |                         |                                    |                             |                                    |  |  |
| 서울특별시     | 은평구 을               | 서대문구 갑                        | 서대문구 을                 | 마포구 갑                          |  |  |
| 서울특별시     | 강병원                  | 우상호                             | 김영호                      | 노웅래                             |  |  |
| 서울특별시     |                         |                                    |                             |                                    |  |  |
| 서울특별시     | 마포구 을               | 양천구 갑                          | 양천구 을                   | 강서구 갑                          |  |  |
| 서울특별시     | 손혜원                  | 황희                               | 김용태                      | 금태섭                             |  |  |
| 서울특별시     |                         |                                    |                             |                                    |  |  |
| 서울특별시     | 강서구 을               | 강서구 병                          | 구로구 갑                   | 구로구 을                          |  |  |
| 서울특별시     | 김성태                  | 한정애                             | 이인영                      | 박영선                             |  |  |
| 서울특별시     |                         |                                    |                             |                                    |  |  |
| 서울특별시     | 금천구                  | 영등포구 갑                        | 영등포구 을                 | 동작구 갑                          |  |  |
| 서울특별시     | 이훈                    | 김영주                             | 신경민                      | 김병기                             |  |  |
| 서울특별시     |                         |                                    |                             |                                    |  |  |
| 서울특별시     | 동작구 을               | 관악구 갑                          | 관악구 을                   | 서초구 갑                          |  |  |
| 서울특별시     | 나경원                  | 김성식                             | 오신환                      | 이혜훈                             |  |  |
| 서울특별시     |                         |                                    |                             |                                    |  |  |
| 서울특별시     | 서초구 을               | 강남구 갑                          | 강남구 을                   | 강남구 병                          |  |  |
| 서울특별시     | 박성중                  | 이종구                             | 전현희                      | 이은재                             |  |  |
| 서울특별시     |                         |                                    |                             |                                    |  |  |
| 서울특별시     | 송파구 갑               | 송파구 을                          | 송파구 병                   | 강동구 갑                          |  |  |
| 서울특별시     | 박인숙                  | 최명길                             | 남인순                      | 진선미                             |  |  |
| 서울특별시     |                         |                                    |                             |                                    |  |  |
| 서울특별시     | 강동구 을               |                                    |                             |                                    |  |  |
| 서울특별시     | 심재권                  |                                    |                             |                                    |  |  |
| 서울특별시     |                         |                                    |                             |                                    |  |  |
| 부산광역시     | 중구·영도구             | 서구·동구                          | 부산진구 갑                 | 부산진구 을                        |  |  |
| 부산광역시     | 김무성                  | 유기준                             | 김영춘                      | 이헌승                             |  |  |
| 부산광역시     |                         |                                    |                             |                                    |  |  |
| 부산광역시     | 동래구                  | 남구 갑                            | 남구 을                     | 북구·강서구 갑                     |  |  |
| 부산광역시     | 이진복                  | 김정훈                             | 박재호                      | 전재수                             |  |  |
| 부산광역시     |                         |                                    |                             |                                    |  |  |
| 부산광역시     | 북구·강서구 을          | 해운대구 갑                        | 해운대구 을                 | 사하구 갑                          |  |  |
| 부산광역시     | 김도읍                  | 하태경                             | 배덕광                      | 최인호                             |  |  |
| 부산광역시     |                         |                                    |                             |                                    |  |  |
| 부산광역시     | 사하구 을               | 금정구                             | 연제구                      | 수영구                             |  |  |
| 부산광역시     | 조경태                  | 김세연                             | 김해영                      | 유재중                             |  |  |
| 부산광역시     |                         |                                    |                             |                                    |  |  |
| 부산광역시     | 사상구                  | 기장군                             |                             |                                    |  |  |
| 부산광역시     | 장제원                  | 윤상직                             |                             |                                    |  |  |
| 부산광역시     |                         |                                    |                             |                                    |  |  |
| 대구광역시     | 중구·남구               | 동구 갑                            | 동구 을                     | 서구                               |  |  |
| 대구광역시     | 곽상도                  | 정종섭                             | 유승민                      | 김상훈                             |  |  |
| 대구광역시     |                         |                                    |                             |                                    |  |  |
| 대구광역시     | 북구 갑                 | 북구 을                            | 수성구 갑                   | 수성구 을                          |  |  |
| 대구광역시     | 정태옥                  | 홍의락                             | 김부겸                      | 주호영                             |  |  |
| 대구광역시     |                         |                                    |                             |                                    |  |  |
| 대구광역시     | 달서구 갑               | 달서구 을                          | 달서구 병                   | 달성군                             |  |  |
| 대구광역시     | 곽대훈                  | 윤재옥                             | 조원진                      | 추경호                             |  |  |
| 대구광역시     |                         |                                    |                             |                                    |  |  |
| 인천광역시     | 중구·동구·강화군·옹진군 | 남구 갑                            | 남구 을                     | 연수구 갑                          |  |  |
| 인천광역시     | 안상수                  | 홍일표                             | 윤상현                      | 박찬대                             |  |  |
| 인천광역시     |                         |                                    |                             |                                    |  |  |
| 인천광역시     | 연수구 을               | 남동구 갑                          | 남동구 을                   | 부평구 갑                          |  |  |
| 인천광역시     | 민경욱                  | 박남춘                             | 윤관석                      | 정유섭                             |  |  |
| 인천광역시     |                         |                                    |                             |                                    |  |  |
| 인천광역시     | 부평구 을               | 계양구 갑                          | 계양구 을                   | 서구 갑                            |  |  |
| 인천광역시     | 홍영표                  | 유동수                             | 송영길                      | 이학재                             |  |  |
| 인천광역시     |                         |                                    |                             |                                    |  |  |
| 인천광역시     | 서구 을                 |                                    |                             |                                    |  |  |
| 인천광역시     | 신동근                  |                                    |                             |                                    |  |  |
| 인천광역시     |                         |                                    |                             |                                    |  |  |
| 광주광역시     | 동구·남구 갑            | 동구·남구 을                       | 서구 갑                     | 서구 을                            |  |  |
| 광주광역시     | 장병완                  | 박주선                             | 송기석                      | 천정배                             |  |  |
| 광주광역시     |                         |                                    |                             |                                    |  |  |
| 광주광역시     | 북구 갑                 | 북구 을                            | 광산구 갑                   | 광산구 을                          |  |  |
| 광주광역시     | 김경진                  | 최경환                             | 김동철                      | 권은희                             |  |  |
| 광주광역시     |                         |                                    |                             |                                    |  |  |
| 대전광역시     | 동구                    | 중구                               | 서구 갑                     | 서구 을                            |  |  |
| 대전광역시     | 이장우                  | 이은권                             | 박병석                      | 박범계                             |  |  |
| 대전광역시     |                         |                                    |                             |                                    |  |  |
| 대전광역시     | 유성구 갑               | 유성구 을                          | 대덕구                      |                                    |  |  |
| 대전광역시     | 조승래                  | 이상민                             | 정용기                      |                                    |  |  |
| 대전광역시     |                         |                                    |                             |                                    |  |  |
| 울산광역시     | 중구                    | 남구 갑                            | 남구 을                     | 동구                               |  |  |
| 울산광역시     | 정갑윤                  | 이채익                             | 박맹우                      | 김종훈                             |  |  |
| 울산광역시     |                         |                                    |                             |                                    |  |  |
| 울산광역시     | 북구                    | 울주군                             |                             |                                    |  |  |
| 울산광역시     | 윤종오                  | 강길부                             |                             |                                    |  |  |
| 울산광역시     |                         |                                    |                             |                                    |  |  |
| 세종특별자치시 | 세종특별자치시          |                                    |                             |                                    |  |  |
| 세종특별자치시 | 이해찬                  |                                    |                             |                                    |  |  |
| 세종특별자치시 |                         |                                    |                             |                                    |  |  |
| 경기도         | 수원시 갑               | 수원시 을                          | 수원시 병                   | 수원시 정                          |  |  |
| 경기도         | 이찬열                  | 백혜련                             | 김영진                      | 박광온                             |  |  |
| 경기도         |                         |                                    |                             |                                    |  |  |
| 경기도         | 수원시 무               | 성남시 수정구                      | 성남시 중원구               | 성남시 분당구 갑                   |  |  |
| 경기도         | 김진표                  | 김태년                             | 신상진                      | 김병관                             |  |  |
| 경기도         |                         |                                    |                             |                                    |  |  |
| 경기도         | 성남시 분당구 을        | 의정부시 갑                        | 의정부시 을                 | 안양시 만안구                      |  |  |
| 경기도         | 김병욱                  | 문희상                             | 홍문종                      | 이종걸                             |  |  |
| 경기도         |                         |                                    |                             |                                    |  |  |
| 경기도         | 안양시 동안구 갑        | 안양시 동안구 을                   | 부천시 원미구 갑            | 부천시 원미구 을                   |  |  |
| 경기도         | 이석현                  | 심재철                             | 김경협                      | 설훈                               |  |  |
| 경기도         |                         |                                    |                             |                                    |  |  |
| 경기도         | 부천시 소사구           | 부천시 오정구                      | 광명시 갑                   | 광명시 을                          |  |  |
| 경기도         | 김상희                  | 원혜영                             | 백재현                      | 이언주                             |  |  |
| 경기도         |                         |                                    |                             |                                    |  |  |
| 경기도         | 평택시 갑               | 평택시 을                          | 동두천시·연천군             | 안산시 상록구 갑                   |  |  |
| 경기도         | 원유철                  | 유의동                             | 김성원                      | 전해철                             |  |  |
| 경기도         |                         |                                    |                             |                                    |  |  |
| 경기도         | 안산시 상록구 을        | 안산시 단원구 갑                   | 안산시 단원구 을            | 고양시 갑                          |  |  |
| 경기도         | 김철민                  | 김명연                             | 박순자                      | 심상정                             |  |  |
| 경기도         |                         |                                    |                             |                                    |  |  |
| 경기도         | 고양시 을               | 고양시 병                          | 고양시 정                   | 의왕시·과천시                      |  |  |
| 경기도         | 정재호                  | 유은혜                             | 김현미                      | 신창현                             |  |  |
| 경기도         |                         |                                    |                             |                                    |  |  |
| 경기도         | 구리시                  | 남양주시 갑                        | 남양주시 을                 | 남양주시 병                        |  |  |
| 경기도         | 윤호중                  | 조응천                             | 김한정                      | 주광덕                             |  |  |
| 경기도         |                         |                                    |                             |                                    |  |  |
| 경기도         | 오산시                  | 시흥시 갑                          | 시흥시 을                   | 군포시 갑                          |  |  |
| 경기도         | 안민석                  | 함진규                             | 조정식                      | 김정우                             |  |  |
| 경기도         |                         |                                    |                             |                                    |  |  |
| 경기도         | 군포시 을               | 하남시                             | 용인시 갑                   | 용인시 을                          |  |  |
| 경기도         | 이학영                  | 이현재                             | 이우현                      | 김민기                             |  |  |
| 경기도         |                         |                                    |                             |                                    |  |  |
| 경기도         | 용인시 병               | 용인시 정                          | 파주시 갑                   | 파주시 을                          |  |  |
| 경기도         | 한선교                  | 표창원                             | 윤후덕                      | 박정                               |  |  |
| 경기도         |                         |                                    |                             |                                    |  |  |
| 경기도         | 이천시                  | 안성시                             | 김포시 갑                   | 김포시 을                          |  |  |
| 경기도         | 송석준                  | 김학용                             | 김두관                      | 홍철호                             |  |  |
| 경기도         |                         |                                    |                             |                                    |  |  |
| 경기도         | 화성시 갑               | 화성시 을                          | 화성시 병                   | 광주시 갑                          |  |  |
| 경기도         | 서청원                  | 이원욱                             | 권칠승                      | 소병훈                             |  |  |
| 경기도         |                         |                                    |                             |                                    |  |  |
| 경기도         | 광주시 을               | 양주시                             | 포천시·가평군               | 여주시·양평군                      |  |  |
| 경기도         | 임종성                  | 정성호                             | 김영우                      | 정병국                             |  |  |
| 경기도         |                         |                                    |                             |                                    |  |  |
| 강원도         | 춘천시                  | 원주시 갑                          | 원주시 을                   | 강릉시                             |  |  |
| 강원도         | 김진태                  | 김기선                             | 송기헌                      | 권성동                             |  |  |
| 강원도         |                         |                                    |                             |                                    |  |  |
| 강원도         | 동해시·삼척시           | 태백시·횡성군·영월군·평창군·정선군 | 속초시·고성군·양양군        | 홍천군·철원군·화천군·양구군·인제군 |  |  |
| 강원도         | 이철규                  | 염동열                             | 이양수                      | 황영철                             |  |  |
| 강원도         |                         |                                    |                             |                                    |  |  |
| 충청북도       | 청주시 상당구           | 청주시 서원구                      | 청주시 흥덕구               | 청주시 청원구                      |  |  |
| 충청북도       | 정우택                  | 오제세                             | 도종환                      | 변재일                             |  |  |
| 충청북도       |                         |                                    |                             |                                    |  |  |
| 충청북도       | 충주시                  | 제천시·단양군                      | 보은군·옥천군·영동군·괴산군 | 증평군·진천군·음성군               |  |  |
| 충청북도       | 이종배                  | 권석창                             | 박덕흠                      | 경대수                             |  |  |
| 충청북도       |                         |                                    |                             |                                    |  |  |
| 충청남도       | 천안시 갑               | 천안시 을                          | 천안시 병                   | 공주시·부여군·청양군               |  |  |
| 충청남도       | 박찬우                  | 박완주                             | 양승조                      | 정진석                             |  |  |
| 충청남도       |                         |                                    |                             |                                    |  |  |
| 충청남도       | 보령시·서천군           | 아산시 갑                          | 아산시 을                   | 서산시·태안군                      |  |  |
| 충청남도       | 김태흠                  | 이명수                             | 강훈식                      | 성일종                             |  |  |
| 충청남도       |                         |                                    |                             |                                    |  |  |
| 충청남도       | 논산시·계룡시·금산군    | 당진시                             | 홍성군·예산군               |                                    |  |  |
| 충청남도       | 김종민                  | 어기구                             | 홍문표                      |                                    |  |  |
| 충청남도       |                         |                                    |                             |                                    |  |  |
| 전라북도       | 전주시 갑               | 전주시 을                          | 전주시 병                   | 군산시                             |  |  |
| 전라북도       | 김광수                  | 정운천                             | 정동영                      | 김관영                             |  |  |
| 전라북도       |                         |                                    |                             |                                    |  |  |
| 전라북도       | 익산시 갑               | 익산시 을                          | 정읍시·고창군               | 남원시·임실군·순창군               |  |  |
| 전라북도       | 이춘석                  | 조배숙                             | 유성엽                      | 이용호                             |  |  |
| 전라북도       |                         |                                    |                             |                                    |  |  |
| 전라북도       | 김제시·부안군           | 완주군·진안군·무주군·장수군        |                             |                                    |  |  |
| 전라북도       | 김종회                  | 안호영                             |                             |                                    |  |  |
| 전라북도       |                         |                                    |                             |                                    |  |  |
| 전라남도       | 목포시                  | 여수시 갑                          | 여수시 을                   | 순천시                             |  |  |
| 전라남도       | 박지원                  | 이용주                             | 주승용                      | 이정현                             |  |  |
| 전라남도       |                         |                                    |                             |                                    |  |  |
| 전라남도       | 나주시·화순군           | 광양시·곡성군·구례군               | 담양군·함평군·영광군·장성군 | 고흥군·보성군·장흥군·강진군        |  |  |
| 전라남도       | 손금주                  | 정인화                             | 이개호                      | 황주홍                             |  |  |
| 전라남도       |                         |                                    |                             |                                    |  |  |
| 전라남도       | 해남군·완도군·진도군    | 영암군·무안군·신안군               |                             |                                    |  |  |
| 전라남도       | 윤영일                  | 박준영                             |                             |                                    |  |  |
| 전라남도       |                         |                                    |                             |                                    |  |  |
| 경상북도       | 포항시 북구             | 포항시 남구·울릉군                 | 경주시                      | 김천시                             |  |  |
| 경상북도       | 김정재                  | 박명재                             | 김석기                      | 이철우                             |  |  |
| 경상북도       |                         |                                    |                             |                                    |  |  |
| 경상북도       | 안동시                  | 구미시 갑                          | 구미시 을                   | 영주시·문경시·예천군               |  |  |
| 경상북도       | 김광림                  | 백승주                             | 장석춘                      | 최교일                             |  |  |
| 경상북도       |                         |                                    |                             |                                    |  |  |
| 경상북도       | 영천시·청도군           | 상주시·군위군·의성군·청송군        | 경산시                      | 영양군·영덕군·봉화군·울진군        |  |  |
| 경상북도       | 이만희                  | 김종태                             | 최경환                      | 강석호                             |  |  |
| 경상북도       |                         |                                    |                             |                                    |  |  |
| 경상북도       | 고령군·성주군·칠곡군    |                                    |                             |                                    |  |  |
| 경상북도       | 이완영                  |                                    |                             |                                    |  |  |
| 경상북도       |                         |                                    |                             |                                    |  |  |
| 경상남도       | 창원시 의창구           | 창원시 성산구                      | 창원시 마산합포구           | 창원시 마산회원구                  |  |  |
| 경상남도       | 박완수                  | 노회찬                             | 이주영                      | 윤한홍                             |  |  |
| 경상남도       |                         |                                    |                             |                                    |  |  |
| 경상남도       | 창원시 진해구           | 진주시 갑                          | 진주시 을                   | 통영시·고성군                      |  |  |
| 경상남도       | 김성찬                  | 박대출                             | 김재경                      | 이군현                             |  |  |
| 경상남도       |                         |                                    |                             |                                    |  |  |
| 경상남도       | 사천시·남해군·하동군    | 김해시 갑                          | 김해시 을                   | 밀양시·의령군·함안군·창녕군        |  |  |
| 경상남도       | 여상규                  | 민홍철                             | 김경수                      | 엄용수                             |  |  |
| 경상남도       |                         |                                    |                             |                                    |  |  |
| 경상남도       | 거제시                  | 양산시 갑                          | 양산시 을                   | 산청군·함양군·거창군·합천군        |  |  |
| 경상남도       | 김한표                  | 윤영석                             | 서형수                      | 강석진                             |  |  |
| 경상남도       |                         |                                    |                             |                                    |  |  |
| 제주특별자치도 | 제주시 갑               | 제주시 을                          | 서귀포시                    |                                    |  |  |
| 제주특별자치도 | 강창일                  | 오영훈                             | 위성곤                      |                                    |  |  |

### 비례대표
| #  | 새누리당 | 국민의당 | 더불어민주당 | 정의당 |
| 1  | 송희경   | 신용현   | 박경미       | 이정미 |
| 2  | 이종명   | 오세정   | 김종인       | 김종대 |
| 3  | 임이자   | 박주현   | 송옥주       | 추혜선 |
| 4  | 문진국   | 이상돈   | 최운열       | 윤소하 |
| 5  | 최연혜   | 박선숙   | 이재정       |        |
| 6  | 김규환   | 채이배   | 김현권       |        |
| 7  | 신보라   | 김수민   | 문미옥       |        |
| 8  | 김성태   | 이태규   | 이철희       |        |
| 9  | 전희경   | 김삼화   | 제윤경       |        |
| 10 | 김종석   | 김중로   | 김성수       |        |
| 11 | 김승희   | 장정숙   | 권미혁       |        |
| 12 | 유민봉   | 이동섭   | 이용득       |        |
| 13 | 윤종필   | 최도자   | 정춘숙       |        |
| 14 | 조훈현   |          |              |        |
| 15 | 김순례   |          |              |        |
| 16 | 강효상   |          |              |        |
| 17 | 김현아   |          |              |        |

## 정당별 반응

### 새누리당
본래 원내 과반수 150석 이상보다 국회선진화법의 의석수 180석 이상을 목표로 잡았던 새누리당은 여론조사 예측과 달리 국회 과반수는 물론 제1당 자리까지 잃게 되자 총선 결과에 당혹감을 금치 못했다. 공천권의 도장이라고 할 수 있는 옥새파동으로 서울 2곳 (은평을,송파을), 대구 1곳 (동구을) 총 3곳에서 무공천으로 인해 더민주,무소속 후보에게 내주기도 하였다. 김무성 새누리당 대표는 4월 14일 선거 결과에 책임을 지고 사퇴한다고 밝혔다. 새누리당의 제 20대 총선 득표율은 제 6 공화국 이후 치루어진 총선들 중 최저치를 기록하였다. 그리고 지역구 253석 중 비중이 높은 수도권 지역에서 대참패를 당하고 절대 강세지역인 대구에서는 대구 수성 갑, 대구 북구 을에서 더민주 김부겸, 무소속 홍의락 후보에게 패하였다. 부산에서 6석, 경남 4석, 울산 3석을 무소속, 야당 후보에게 내주었다. 경남에서는 고 노무현 전 대통령의 고향 인 김해 갑/을, 경남 진보1번지 창원 성산, 신설 선거구 양산 을에서 정의당, 더민주에게 패배하였다. 울산에서는 지난 19대 총선에서 6석을 모두 석권했지만 20대에는 새누리 출신의 무소속 강길부의원 (울산 울주)이 재선에 성공하고 노동자들이 많이 사는 동구, 북구에서 무소속 후보에 패하고 결국 3석만을 차지했다. 호남에서는 2석을 얻어 대한민국 정치의 지역주의 해소의 계기를 마련했다. 다만 새누리 성향의 무소속 당선자를 모두 영입하더라도 과반수에 미치지 못한다.

### 더불어민주당
더불어민주당에 대하여서 선거 전에는 야권분열과 이로 인한 일여다야 구도 때문에 일각에서는 100석도 얻지 못할 것이라는 예측도 나왔다. 그러나 교차투표 효과로 더불어민주당은 수도권 122석 중 82석에서 이기며 새누리당과 국민의당을 압도했다. 특히 전통적인 새누리당 강세지역인 서울 동남권 (서초구,강남구,송파구,강동구) 총 10석 중 강남구 1석, 송파구 2석, 강동구 2석을 얻었으며 균형을 맞추고 역시 새누리당 텃밭이라고 불리는 경기 성남시 분당구 2석,광주시 2석을 모두 석권하였다. 민주당계 정당이 부동산 정책이 예민한 성남 분당 지역 선거구 2곳을 모두 석권한 것은 이번이 처음이었다. 한편, 텃밭인 호남에서는 전북 2석, 전남 1석에 그치고 광주에서는 단 1석도 얻지 못하며 국민의당에 참패했다. 반면, 영남에서는 낙동강 벨트를 중심으로 부산 5석, 경남 3석, 험지 지역 대구 1석을 획득하며 약진했다. 제주도에서 3석을 모두 차지했으며 충청 지역에서도 선전하였다. 대전 4석, 천안 2석, 아산 1석, 당진, 청주 3석 등 도시 지역에서 의석을 얻었다. 강원도에서 원주 1곳에서만 승리했다.

### 국민의당
간신히 교섭단체 의석 수를 충족하던 국민의당은 20대 총선에서 지역구 25석, 비례 13석 총 38석을 확보하면서 크게 약진하지만 호남권 28곳 가운데 23곳에서 승리하며 호남의 맹주로 등극했다.
하지만 기대하던 수도권에서는 2석 (서울 노원병, 서울 관악갑)을 확보하는데 그쳤다.

### 정의당
두 자릿수 의석을 목표로 한 정의당은 비록 6석(지역구2석, 비례4석)을 얻는데 그쳤지만, 두 지역구 의원인 심상정 상임대표와 노회찬 전 대표는 진보정당 최초로 3선 도전에 성공하였다.

### 기독자유당
KBS의 출구조사에서 최대 2석의 비례대표가 예측된다는 결과에 기독자유당은 기독교계열 정당으론 최초로 원내진입을 희망하였으나 3%의 턱을 넘지 못해 한석도 건지지 못했다. 기독자유당은 14일 오전 여의도순복음교회 앞에서 모여 합정동 순교자 묘지와 조용기 목사를 방문한 후 국회의원회관 대강당에서 기도회를 열 예정이였지만, 모두 취소하였다.

### 무소속
20대 총선에서 무소속 당선자는 총 11명이다. 선거 이후 무소속 당선자들의 입당, 복당 여부가 관심을 끌었다. 무소속 11명 중 새누리당 출신은 부산 장제원, 대구 유승민, 주호영, 인천 윤상현, 안상수, 울산 강길부, 강원 이철규 7명이다. 새누리당 심재철 의원은 선거 직후인 4월 15일 새누리당 성향 무소속 당선자들의 복당을 허용해야 한다고 밝혔다.
세종 이해찬, 대구 홍의락 당선자는 더불어민주당 출신이다. 이해찬 당선자는 당선 직후 더민주 복당을 시사한 반면, 홍의락 당선자는 무소속으로 남겠다고 밝혔다. 구 통합진보당 출신인 울산 김종훈, 윤종오 당선자는 특정 정당 입당 의사를 밝히지 않았으나 일부 언론은 민중연합당 입당 가능성을 점치고 있다.

## 총선관련 주요 이슈

### 새누리당 개헌의석 여부
총선 전부터 정치권에선 여론조사를 근거로 새누리당 압승을 예상하는 분위기가 지배적이었다. 2016년 초만 해도 새누리당이 헌법개정안을 단독으로 가결시킬 수 있는 2/3(300석 중 200석) 이상의 의석을 차지할 수 있으리라는 전망도 있었다. 반면 더불어민주당에서는 100석은 물론이고 70~80석만 얻는 참패를 당할 것이란 예측도 있었다. 2016년 2월 들어 국민의당이 더불어민주당에서 갈라져 나오면서 새누리당의 20대 총선 승리가 굳어지는 듯했다.
그러나 새누리당 내부에서 공천을 둘러싼 잡음이 계속되는 반면, 더불어민주당에서 영입인사를 연이어 발표하면서 조금씩 분위기가 반전되기 시작했다.
급기야 총선에 임박한 4월 4일에는 새누리당의 싱크탱크인 여의도연구원에서 새누리당의 총선 의석을 140석으로 전망하는 결과가 언론에 보도됐다. 여의도연구원은 서울 7곳, 경기도 20여 곳만이 당선 안정권이며, 영남권에서도 야당에 최소 8석을 빼앗길 것으로 전망했다.
실제 총선 결과 새누리당은 수도권 122개 선거구에서 35곳에만 당선자를 냈고, 영남에서는 야권 및 무소속 후보가 17명 당선됐다.

### 지역구도 타파
2012년 19대 총선에서 호남 30개 선거구에서 새누리당은 단 1석도 확보하지 못했고, 2014년 재보궐선거에서 새누리당 이정현 의원이 전남 순천시, 곡성군 선거구에서 당선된 것이 유일한 성과였다. 반면 20대 총선에서 새누리당은 전남 순천 선거구에서 이정현, 전북 전주을 선거구에서 정운천 후보를 당선시켰다.
영남권의 경우 19대 총선에서 67개 선거구 중 63곳을 새누리당이 가져간 반면, 당시 제1야당 민주통합당은 부산 2석 (사상,사하 을), 경남 1석 (김해 갑)를 확보하는데 그쳤다. 반면 20대 총선에선 총 65개 선거구 중 더불어민주당이 9석, 정의당이 1석, 무소속이 7석(여당 성향 4, 야당 성향 3)을 확보했다.
19대 총선에서 새누리 12, 민주통합당 10, 자유선진당 3석의 균형을 보여줬던 충청권(대전, 세종, 충북, 충남)은 20대 총선에서도 새누리 14, 더불어민주당 12, 무소속 1(야권성향)석을 기록했다.
한편, 새누리당의 전통적 강세지역인 서울 강남 3구(서초, 강남, 송파구)에서도 야당이 선전했다. 지난 19대 총선에서 새누리당이 7석을 모두 차지했는데 이번 20대 총선에서 강남 병 선거구가 신설되어 총 8석 중 더불어민주당이 3석(강남 을 전현희, 송파 을 최명길, 송파 병 남인순)을 확보했다. 새누리당도 5석(서초 갑 이혜훈, 서초 을 박성중, 강남 갑 이종구, 강남 병 이은재, 송파 갑 박인숙)의 의석수 방어를 성공했다. 강남 을의 경우 1992년 14대 총선 이후 민주당계 정당이 당선된 것은 이번이 처음이다. 언론은 보금자리 주택과 신도시 개발, 새누리당 강세지역으로 분류된 대치동이 강남 병 지역구으로 이동 등을 야당 승리의 원인으로 분석했다. 강남을의 경우 투표자가 가장 많은 세곡동(보금자리 주택단지)에서, 송파병의 경우 위례신도시가 있는 위례동에서 야당 후보가 과반수 이상을 득표했다. 송파을에서는 새누리당 내부 공천파동으로 새누리당 후보가 아예 없었다.

### 야권분열
2016년 2월 2일 국민의당이 출범함에 따라 야권 분열이 현실화되면서 새누리당의 총선 승리 전망이 더욱 힘을 얻었다.
더불어민주당의 문재인 전 대표는 4월 9일 광주광역시 유세에서 "지금 국민의당이 걷고 있는 길은 제1당에 어부지리를 줘 여당 의석을 늘려주는 것"이라고 말했고, 이에 앞선 3월 30일 노회찬 정의당 전 의원은 "결과적으로는 여권연대에 종사하는 꼴"이라며 야권연대를 거부한 국민의당을 비판했다.
반면 국민의당 안철수 대표는 4월 9일 경기도 수원 유세장에서 "합리적이고 개혁적인 새누리당 지지자분들이 이탈하고 있다"며 "그 이탈자들을 담을 그릇이 저희 국민의당이 되겠다"며 "1, 2번이 싸울 때 국민의당이 20대 국회에서 민생문제 해결 방법을 제시하겠다" 고 말했다. 안철수의 측근인 이태규 국민의당 전략홍보본부장은 4월 2일 인터뷰에서 "당 차원에서 연대나 단일화를 추진하지 않겠다. (하지만) 개인적으로 추진할 경우에는 막지 않는다"는 입장을 밝혔다.
총선 결과 새누리당은 122석에 그친 반면, 더불어민주당, 국민의당, 정의당을 합친 야권은 총 167석을 확보해 결과적으로 새누리당의 어부지리 총선 승리는 현실화되지 않았다. 국민의당 이상돈 공동선거대책위원장은 4월 13일 "야권 분열에 따른 야권 패배는 없었다"며 "오히려 기존의 여권 표를 상당히 많이 가져온 것으로 생각한다"고 밝혔다.
언론 분석에 따르면, 이번 총선에서 더민주와 국민의당 후보가 모두 나온 지역구는 총 165곳이었다. 이 중 89곳에서 더민주 후보가, 25곳에서 국민의당 후보가 승리했다. 다만, 새누리당이 승리한 51곳 중 34곳은 더민주와 국민의당 후보의 득표율을 합치면 여권 후보에 앞섰다.

### 소수정당 진출 여부
이번 총선에는 총 6곳의 원내정당과 15곳의 원외정당이 비례대표 후보를 냈다. 이 중 전국공통기호가 없는 기독자유당, 민주당 등 원내정당 2곳과, 노동당, 녹색당 등 원외정당들이 소수정당으로 분류된다. 이들이 비례대표 투표에서 3% 이상의 지지율(공직선거법 상 비례대표 의석을 배분받을 수 있는 비율)을 받을 지가 관심사였다.
기독교 정당을 표방한 기독자유당은 2.63%를 얻어 간발의 차이로 20대 국회 입성에 실패했다. 역시 기독교 정당을 표방한 기독민주당은 0.5%를 기록했다. 신기남 의원이 소속한 민주당도 0.9% 득표에 그쳤다.
진보주의 노선을 내세운 군소 진보정당도 모두 원내 진입에 실패했다. 녹색당은 0.8%를 득표해 19대 총선의 0.5%보다는 지지율을 높였지만 비례대표 당선엔 실패했다. 지역구 후보 중에선 대구 달서갑에 출마한 변홍철 후보가 30.1%를 득표해 2위를 기록하기도 했다.
0.38%를 득표한 노동당도 원내 진입에 실패했다. 노동당은 18대 총선에서 2.94%, 19대 총선에서 1.13%를 기록하는 등 지속적으로 지지율 하락을 겪고 있다. 지역구 출마자 중에선 울산 중구에 출마한 이향희 후보가 20.5%를 득표해 2위에 올랐다.
구 통합진보당 인사들이 일부 소속되어 화제가 된 민중연합당은 0.61%로 역시 원내 진입에 실패했다.
2012년 새누리당의 과거 이름을 가져온 것으로 잠시 유명했던 한나라당은 0.4%를 기록했다. 기타 소수정당은 0.1% 내외에 그쳤다.

## 특징

### 제도
- 이번 선거부터 총선에서 사전 투표(4월 8일, 4월 9일)가 처음 실시되었다.
- 2014년 1월 28일 대한민국 헌법재판소가 '국회의원 선거에 참여하여 의석을 얻지 못하고 전체 유효 투표 총수의 2%(2/100) 미만을 득표한 정당에 대해 그 등록을 취소하도록 한 정당법 제44조제1항제3호와 이에 따라 등록 취소된 정당의 명칭과 같은 이름을 일정 기간 동안 정당명으로 사용할 수 없도록 한 정당법 규정은 위헌'이라고 판결하여, 과거 총선과 달리 득표율 2% 미만인 군소정당들이 자동해산되는 상황은 벌어지지 않았다.(→ 정당등록취소 및 정당명칭사용금지 사건)
- 51개 선거구에서 총선과 함께 2016년 대한민국 재보궐선거를 동시에 실시했다.

### 선거 결과
- 제20대 국회의원 선거는 정당 의석수의 비중을 바꿔놓았다는 점에서 의의가 크다.[74]
- 온라인 설문조사[75]에 따르면, 응답자의 65.5%가 4.13 총선에서 새누리당이 과반 의석 확보에 실패한 가장 큰 원인으로 '가계 부채 상승, 청년층의 고실업률 등 경제 정책 실패'를 꼽았다.
- 더불어민주당이 텃밭인 호남권에서 3석만을 차지하고 수도권(서울, 인천, 경기)에서 82석을 차지하여 총 123석으로, 새누리당 122석을 누르고 제1당이 되었다. 지역구별 획득 의석 지도는 새누리당이 훨씬 넓은데, 전체 면적의 11.8%인 수도권에 인구가 집중되어 전체 인구의 절반 가까이(49.4%) 거주하고 있기 때문이다.
- 경남 통영·고성 지역구는 새누리당 이군현 후보가 무투표 당선이 되었다.[76]

## 같이 보기
- 20대 국회 지역구별 의원 목록
- 중앙선거관리위원회